# Ghostbusters (videojuego de 1990)
Ghostbusters es un videojuego de plataformas y disparos de 1990 desarrollado y distribuido por Sega para Sega Genesis/Mega Drive que cuenta con una historia original basada en las películas de Ghostbusters y no está relacionado con el juego de Ghostbusters de Activision de 1984. El juego salió a la venta en Estados Unidos en agosto de 1990 y en el Reino Unido a finales de ese mismo año. En 1991, se lanzó una versión brasilera para la consola a cargo de Tec Toy.

## Jugabilidad
Ghostbusters es un juego de plataformas y disparos con desplazamiento lateral cuya historia gira en torno a los fantasmas que aterrorizan a una ciudad tras un terremoto. El juego permite elegir entre tres personajes jugables: Peter Venkman, Ray Stantz y Egon Spengler. Cada uno de los cazafantasmas tiene sus propias características en cuanto a velocidad y potencia de disparo, y están animados con cabezas de gran tamaño que se asemejan a las de sus respectivos actores. El jugador puede agacharse, saltar, y está equipado con una pistola de positrones que se puede disparar en todas las direcciones y se utiliza para eliminar fantasmas. El jugador ganará dinero eliminando fantasmas y podrá utilizar los fondos para comprar armas mejoradas a través de tiendas que aparecen entre los niveles. Las armas mejoradas incluyen una bomba y una pistola que emite llamas. El jugador también puede comprar un escudo que proporciona invencibilidad temporal. El dinero también se utiliza para comprar comida para reponer la salud.
Ghostbusters incluye seis niveles, cuatro de los cuales están ambientados en edificios residenciales encantados y pueden jugarse en cualquier orden. El objetivo de los cazafantasmas es recuperar las piezas de una lápida de piedra de cada uno de los cuatro niveles iniciales limpiando las zonas de fantasmas. Los «fantasmas intermedios» aparecen durante la parte central de un nivel y deben ser eliminados para avanzar hasta el jefe principal. Los fantasmas intermedios incluyen a Slimer de las películas, mientras que los jefes incluyen al Hombre de Malvavisco de la primera película. El jugador debe capturar a cada enemigo jefe tras su derrota. El quinto nivel, ambientado en un castillo medieval, solo está disponible una vez completados los otros niveles, y va seguido de una batalla final. El juego cuenta con 22 partituras musicales seleccionables, incluida la canción «Ghostbusters» de Ray Parker Jr.[10]

## Recepción
Mean Machines alabó la secuencia de introducción, los gráficos y la variedad de opciones. La revista concluyó que el juego era «bastante agradable» y que probablemente atraería más a los aficionados a los juegos de plataformas. A Julian Boardman de Raze le gustaron los gráficos, pero criticó la jugabilidad por resultar repetitiva y normal.
The Games Machine alabó los sprites de los personajes jugables por parecerse a los de la película, pero criticó los fondos simples y repetitivos. La revista escribió que era uno de los mejores juegos de plataformas disponibles para la Genesis, pero consideró que no captaba el espíritu de la película. Robert Swan de Computer and Video Games elogió los gráficos, incluidos los sprites de los personajes jugables. También aclamó la música del juego, pero criticó la versión del tema principal «Ghostbusters» de Parker. Swan consideró al juego adictivo a pesar de su dificultad. Eugene Lacey de la revista ACE aclamó el diseño de los fantasmas del juego, pero consideró que la canción de Parker se había interpretado mejor en otros juegos de Ghostbusters. Los cuatro críticos de Mega Play valoraron muy positivamente y de forma unánime los gráficos, la diversidad del juego, la variedad de enemigos y los combates contra los jefes. Un crítico opinó que fue uno de los mejores juegos creados para Genesis.
En 2004, Ken Horowitz de Sega-16 escribió que era uno de los mejores juegos con licencia cinematográfica de su época, aunque se mostró decepcionado por la mínima cantidad de efectos visuales y dijo que el tema musical de apertura era el mayor punto débil del juego. Horowitz afirmó que el juego tenía buenos gráficos en su lanzamiento, pero no tan atractivos para los estándares actuales.
En 2008, Levi Buchanan de IGN dijo que el juego fue «bastante genial» en su lanzamiento, especialmente para los fanes de Ghostbusters, pero escribió que ahora era algo así como un mediocre juego de desplazamiento lateral, afirmando que los gráficos seguían siendo adecuados, pero que la jugabilidad era «bastante insulsa en comparación con lo que vendría después» en la Genesis. Buchanan también cuestionó la ausencia del personaje de Ghostbusters Winston Zeddemore. En 2014, Robert Workman de Shacknews lo situó entre los tres mejores juegos de Ghostbusters. Aunque Workman creía que había juegos de plataformas de Sega superiores disponibles en el momento de su lanzamiento, afirmó que el juego tenía un «encanto inocuo». En 2016, Luke McKinney de Den of Geek calificó al juego como «bastante decente», pero lo situó entre los juegos más extraños de Ghostbusters, por sus personajes «macrocefálicos» de Ghostbusters y su ausencia de Winston.